# Desempleo juvenil

Mapa del desempleo general en el mundo según la Organización Internacional del Trabajo. La tasa de desempleo juvenil está de 10 puntos porcentuales por encima de la general a más de 50.

El desempleo juvenil o paro juvenil es el paro de personas jóvenes, definidas por las Naciones Unidas como de 15 a 24 años de edad. Una persona desempleada se define como alguien que no tiene  trabajo, pero está buscándolo activamente. Por tanto, para contar como parado en las medidas oficiales y estadísticas, el individuo debe carecer de ocupación, estar dispuesto a trabajar, ser capaz de hacerlo, encontrarse en el rango de edades en que está permitido trabajar en su país, y estar buscando activamente un empleo. Los índices de paro juvenil tienden a ser más altos que los de adultos en todos los países del mundo.

## Trasfondo
En el mundo hay 1 200 millones de jóvenes entre 15 y 24 años, que suponen el 17 % de la población. El 87 % de ellos viven en países en desarrollo. El rango de edad definido por las Naciones Unidas se abarca el periodo desde que finaliza la escolarización obligatoria hasta los 24 años. Esta definición está sujeta a controversia porque no solo impacta en las estadísticas de paro, sino que también desempeña una función importante en las soluciones políticas y económicas que se propugnan, diseñan y aplican.
Dos debates principales tienen lugar hoy día. Primero: definir el rango de edad en que una persona es joven no resulta tan obvio como  parece. Dos perspectivas teóricas han dominado este debate: a) la juventud puede ser vista como una etapa en la vida entre la adolescencia y la adultez; o b) puede considerarse como grupo construido socialmente con su propia subcultura, dificultando el establecimiento de un rango de edad comparable entre países. Segundo: la propia definición de paro lleva a la posibilidad de no contar a jóvenes que realmente carecen de empleo. Los que no lo tienen, pero no lo están buscando activamente —a menudo mujeres— están considerados inactivos y son por tanto excluidos de las estadísticas de paro. Su inclusión aumentaría sustancialmente la tasa de paro.

## Causas
Hay causas múltiples y complejas detrás del desempleo juvenil. Hoy día las que más se debaten son la calidad y pertinencia de la educación, la inflexibilidad del mercado de trabajo, y la normativa laboral, que a su vez crean una situación de asistencia y dependencia.

### Educación para el empleo: la crisis de habilidades
La calidad y la pertinencia de la educación se consideran a menudo como las causas principales del paro juvenil. En 2010, en 25 de 27 países desarrollados el índice de paro más alto se daba entre personas con educación primaria o menos. Sin embargo la educación universitaria no siempre garantiza un empleo digno. Por ejemplo, en Túnez, el 40 % de los licenciados universitarios se encuentran en paro, por solo el 24 % de no licenciados. Esto afecta en particular a las mujeres jóvenes. «En Turquía, el índice de paro entre las universitarias es más de 3 veces mayor que entre los universitarios varones; en Irán y los Emiratos árabes Unidos, es casi 3 veces; y en Arabia Saudí, 8 veces.»
La educación debe ser accesible a todas las personas, pero no está adaptada a las necesidades del mercado laboral, lo que lleva a 2 consecuencias: los jóvenes no encuentran trabajo y los empresarios no encuentran empleados con las habilidades que necesitan. Combinadas con la crisis económica y la insuficiente creación de empleo en muchos países, han resultado en altos índices de paro y el surgimiento de una crisis de habilidades. Las encuestas sugieren que hasta la mitad de las empresas tienen puestos vacantes y están luchando para cubrirlos con personas adecuadamente cualificadas. Una encuesta mundial halló que más de 55 % de los empresarios en todo el mundo creen que existe una «crisis de habilidades», porque se da un creciente desfase entre las habilidades (término que engloba también a los conocimientos) que el alumnado aprende en el sistema educativo y las necesarias en el puesto de trabajo. Para muchos gobiernos, una cuestión clave es cómo salvar esta brecha y asegurar que los jóvenes tienen las habilidades que buscan los empresarios.

### Mercado de trabajo y normativa laboral
Primero, un nivel alto de protección del empleo causa que el empresario tema contratar a un número de trabajadores mayor que el mínimo, porque si llega una crisis no los podrá despedir fácilmente. Favorece además que cubra las vacantes con trabajadores experimentados, lo que perjudica a los jóvenes sin experiencia. Asimismo, si la empresa va mal, los primeros despedidos son los jóvenes porque, como el coste del despido depende del tiempo que el empleado ha estado trabajando, sale más barato poner fin a sus contratos. Segundo, el desarrollo de contratos de trabajo temporal, como las pasantías, los trabajos estacionales y los contratos a corto plazo, han dejado a los trabajadores jóvenes en situaciones precarias. Como sus contratos son temporales, los jóvenes son a menudo los primeros en sufrir un ERE cuando una compañía reduce su plantilla. Si han sido despedidos, muchas veces los jóvenes no tienen derecho al subsidio de desempleo, porque no han trabajado el tiempo suficiente. Una vez en paro, muchos se encuentran en desventaja para encontrar otro trabajo. En otro orden de cosas, algunos jóvenes encuentran empleos a tiempo parcial durante su etapa universitaria. Pocos en países como Italia, España o Francia, pero en Estados Unidos casi un tercio de los estudiantes universitarios combinan educación y trabajo.
La legitimidad de las pasantías ha empezado a ser cuestionada. Su propósito es permitir que el alumnado, o los recién licenciados, adquieran experiencia laboral y una carta de recomendación para añadir a su curriculum vitae. Sin embargo muchos pasantes se quejan de que simplemente realizan las tareas más antipáticas en vez de adquirir habilidades y conocimientos importantes. Queda por ver si las pasantías están incumpliendo las condiciones que les fija la normativa. Pese a todo, en abril de 2012 en EE. UU., estas becas parecían ser ser la única alternativa viable para emplear a un joven trabajador. Con poco o ningún crecimiento del empleo, el índice de paro entre los recién licenciados y los que se encontraban al final del rango 15-24 años era aproximadamente del 13,2 %.
Muchos jóvenes en países en desarrollo poseen empleos de baja calidad, con un escaso potencial de desarrollo profesional y poca posibilidad de contribuir a sus economías. Esto es particularmente problemático, dada la continua y significativa brecha en la productividad laboral que existe entre las regiones en vías de desarrollo y las ya desarrolladas. La enseñanza y formación técnica y profesional (EFTP) constituye un medio para brindar mayores oportunidades a los jóvenes marginados, mejorando sus resultados de empleabilidad. 
Una revisión de 26 estudios realizados en Latinoamérica, el Caribe, Europa, Asia, y África subsahariana, utilizando participantes con edades entre 15 y 24 años, concluyó que las intervenciones de EFTP, en general, tienen un efecto pequeño pero positivo sobre la empleabilidad y el empleo de los jóvenes. Asimismo, no se halló ningún modelo específico de intervención que fuera mejor que otros. Estos resultados, sin embargo, impiden sacar conclusiones sólidas, debido a limitaciones tanto en los estudios como en la revisión misma. Por ello, es necesario que más intervenciones de ETFP sean evaluadas, y sus resultados difundidos de forma eficiente.

### Asistencia y dependencia
Muchos países del mundo proporcionan subsidios a los jóvenes desempleados hasta que el mercado laboral y las condiciones económicas mejoren. A pesar de que este apoyo se liga  estrictamente a obligaciones de búsqueda activa de trabajo y formación, ha surgido a un debate sobre si crea o no dependencia entre la juventud o resulta contraproducente. En septiembre de 2014, David Cameron anunció que recortaría en 3 000 libras esterlinas (£) los subsidios de empleo y vivienda para jóvenes entre 18 y 21 años hasta dejarlos en 23 000 £, con el fin de reducir la dependencia del Estado. El ahorro se redirigiría a mejorar la formación y el aprendizaje.

## Incidencia por zonas geográficas
Las experiencias individuales de desempleo juvenil varían según los países, así como las definiciones de lo que es un joven, de modo que examinar de cerca países particulares da mejor idea de las causas, consecuencias y posibles remedios que se han dado al fenómeno.

### África
Los países africanos definen como jóvenes a las personas entre los  15 años y los mediados de la treintena, lo que difiere de la definición estandarizada de las Naciones Unidas.
África es el continente con la población más joven, lo que significa que el problema del paro juvenil resulta allí particularmente agudo. En África aproximadamente 200 millones de personas tienen entre 15 y 24 años. En los próximos 30 años se espera que esta cifra se doble. Entre 2001 y 2010, algunos países africanos registraron las mayores tasas de crecimiento del mundo. En África, el mensaje que la juventud está recibiendo de las escuelas y los adultos es que se haga creadora de trabajo en vez de buscadora de trabajo, lo cual la anima a emprender.

### Alemania
En 2011 Alemania destacaba en la Unión Europea por su bajo índice de paro juvenil: solo 7,9 %. La Guía sobre las carreras profesionales, (un sistema de orientación sobre las profesiones existentes) es una asignatura más desde los primeros niveles de la educación. Esto ha contribuido a dar prestigio a la formación profesional, especialmente a la dual (dos tercios del grado se estudian trabajando con un contrato laboral en una empresa).

### América Latina
La tasa de desempleo juvenil es alta en todos los países de Latinoamérica. A su vez, alrededor del 60% de los jóvenes (16-25 años) ocupados trabaja en condiciones de informalidad con bajas remuneraciones y escasas posibilidades de desarrollo profesional. Esto se debe principalmente a las distintas barreras que enfrentan para acceder a empleos de calidad, como la falta de habilidades relevantes para el mundo laboral o una reducida demanda de trabajadores jóvenes por parte de las empresas. El Programa Primer Paso (PPP) busca revolver este problema, ofreciendo pasantías y entrenamiento a los jóvenes en empresas formalmente registradas.

### Bélgica
Desde 1989 todos los empresarios tienen que destinar el 1 % de la masa salarial a la activación del empleo de los colectivos más vulnerables. La inserción de los jóvenes se lleva una cuarta parte de ese dinero. Además, la ley laboral belga obliga a todas las empresas de cualquier tamaño a crear un número de puestos de formación equivalente como mínimo al 1 % de la plantilla.

### Chipre
Su programa contra el paro juvenil incluye 6 meses de formación práctica y experiencia en la empresa, y 20 horas de participación flexible en seminarios. Los graduados reciben un salario mínimo de 1100 euros más 100 euros de subsidio. El Estado paga el 80 % de los costes a las pequeñas empresas, el 70 % a las medianas y el 60 % a las grandes.

### Canadá
La economía de Canadá sorteó mejor que muchas otras la Gran Recesión. Pero en 2015 el 14,3 % de la juventud canadiense carecía de empleo, un aumento desde el 11,2 % de 2007 y el doble de la tasa nacional del 7,2 %, según Estadísticas de Canadá. Esto supone la mayor brecha entre el paro juvenil y adulto desde 1977.
El licenciado universitario promedio debe 28 000 dólares canadienses por sus estudios. El índice de desempleo para canadienses jóvenes es dobla al del resto de la población. La mayor provincia de Canadá, Ontario, padece los mayores índices de desempleo: entre 16 y 17 % para las edades de 15 a 24 años, el doble que el índice provincial normal y superior al índice de paro juvenil nacional de 13,5–14,5 %. El porcentaje de juventud en Ontario que de hecho tiene un trabajo no subió del 52 % en 2015. El índice de paro  juvenil de Toronto, capital de Ontario, es el 18 %, pero solo el 43 % de la juventud del área está empleada, el índice más bajo en la provincia.

### Dinamarca
Introdujo en 1996 la Garantía Juvenil (ver detalles más abajo en Suecia).

### España
El  paro juvenil siempre ha sido un grave problema en España: de 2000 a 2005 se situó por encima del 20 %. En 2006 y 2007 descendió algo, pero sin bajar del 17 %, y tras el impacto de la crisis financiera de 2008, el número de parados jóvenes se disparó hasta superar el 50 % en 2012. Dentro de la OCDE, España mostró los aumentos más significativos de pérdidas de trabajo en el rango de 15 a 24 años. En 2014 el 57,9 % de la juventud española carecía de empleo. Un estudio específico cita como causas el abandono escolar temprano, el desajuste entre la oferta y la demanda de trabajo, la elevada segmentación del mercado laboral y la escasa efectividad de las políticas activas de empleo. En marzo de 2018 se estimó que 350.000 puestos de tecnologías de la información y las comunicaciones (TIC) se encontraban sin cubrir en España debido a la falta de trabajadores cualificados.

### Estados Unidos
El índice de paro general en los Estados Unidos subió mucho durante la Gran Recesión, desde el 4,6 % a comienzos de 2007, para alcanzar un pico de 10 % a finales de 2009, y bajar paulatinamente hasta llegar al 4,5 % en 2017. El índice de paro juvenil evoluciona alrededor de 10 puntos porcentuales por encima del general. En 2007 el paro  juvenil era ya del 13 %. En 2008 había saltado al 18 %, y en 2010 estaba justo por debajo del 21 %. La cantidad de tiempo que los jóvenes pasan desempleados también ha crecido, con mucha juventud norteamericana aún desempleada tras más de un año de buscar trabajo. Esto ha motivado que se hable de una «generación chamuscada» (scarred), análoga a la generación perdida que en este artículo se trata más abajo. En 2017 se estimaba que 9,4 millones de estadounidenses entre 16 y 24 años (12,3 %) ni trabajaba ni estudiaba.

### Finlandia
Introdujo en 1996 la Garantía Juvenil (ver detalles más abajo en Suecia).

### Grecia
El paro juvenil en Grecia es de los más altos del mundo: de acuerdo con el informe Youth Unemployment in Greece, entre 2000 y 2008, aumentó del 63 al 72 %. Una fuente diferente, que utiliza la definición armonizada de paro, coloca el desempleo juvenil durante 2009 en el 24,2 %. Para poner esto a perspectiva, la media UE-27 en ese período era del 18,3 %. Los jóvenes griegos sin empleo aumentaron al 40,1 % en mayo de 2011 y de nuevo a aproximadamente el 55 % en noviembre de 2012. En 2016 Eurostat los situaba en el 48 %. En marzo de 2018 se sitúan en el 44 %.
Además de paro juvenil (hasta 25 años), Grecia padeció también un severo paro de licenciados (entre 25 y 29 años de edad). En 1998, Grecia tenía el nivel más alto de paro de licenciados. Esto se debió a una carencia de demanda de universitarios. Esta tendencia de ocupación baja entre aquellos con las cualificaciones educativas más altas continúa. En 2009, «uno de cada 3 universitarios, 2 de cada 3 licenciados en secundaria, y una de cada 3 personas con solo la educación obligatoria no habían encontrado ocupación estable.» Se piensa que esta carencia de empleo contribuyó a los sentimientos de frustración entre la juventud que finalmente llevaron a la revuelta en Grecia de 2008.
Estos niveles altos de paro se exacerban porque los sindicatos no consiguen atraer trabajadores jóvenes. El comité de trabajadores jóvenes del sindicato GSEE reveló en una presentación de 2008 que casi 2 tercios de los trabajadores jóvenes no estaban sindicados. A pesar de que sindicatos como GSEE y ADEDY promueven activamente aumentos de sueldo a través de la negociación colectiva  y han contribuido a obtener sueldos más altos para trabajadores jóvenes, los sueldos de estos empleados son mucho más bajos que en casi todos los demás países UE-15.
La Iniciativa de Empleo Juvenil de la Unión Europea ha conseguido reducir el número de «ninis» griegos de 230.000 en 2013 a 158.000 en 2017.

### India
El índice de desempleo juvenil en 2005 se encontraba alrededor del 10 %, pero hace años que la India no remite a las Naciones Unidas estadísticas fiables. Sin embargo se ha observado un aumento en los adultos jóvenes que prolongan su etapa educativa sencillamente porque no hay oportunidades para ocupación. Esta juventud es típicamente de una clase más baja, pero puede representar una amplia variedad de individuos de diversas razas y clases. Allí se llama al fenómeno «pasatiempo» (timepass) porque la juventud sencillamente está pasando el tiempo en la universidad mientras espera a una oportunidad para trabajar. En la India, el sistema de empleo depende de los contactos personales o las oportunidades que proporciona el Estado.

### Italia
Dentro de la eurozona, solo Grecia y España muestran índices más altos de paro juvenil que Italia. De modo parecido a España, el porcentaje de personas entre 15 y 24 años excluidas del mercado laboral aumentó drásticamente en el periodo posterior a la crisis financiera de 2008. Entre 2008 y 2014 el desempleo juvenil aumentó el 21,5 %. En este último año casi el 43 % de los jóvenes italianos se encontraban sin empleo. Además el paro juvenil se distribuye desigualmente por el país. En el tercer trimestre de 2014 solo el 29,7 % de la juventud del norte se encontraba desempleada, mientras que en el sur era un alarmante 51,5 %.

### Jordania
El índice de paro juvenil en Jordania tradicionalmente ha sido mucho más alto que otros países. De 2002 a 2012 se mantuvo alrededor del 23 %. Ha habido un aumento reciente en la creencia popular de que el paro es culpa del individuo y no un problema social. Sin embargo el paro juvenil también ha sido atribuido a la mayor presión sobre el sector servicios, que típicamente emplea a más juventud en Jordania. El desempleo juvenil ha llevado a retrasar más y más la edad promedio de matrimonio en Jordania, lo que se contempla como una de las consecuencias más importantes del fenómeno. Otra consecuencia experimentada en Jordania es el aumento de los problemas de salud mental.

### Noruega
Introdujo en 1993 la Garantía Juvenil (ver detalles más abajo en Suecia).

### Reino Unido
El Reino Unido define el desempleo juvenil como el porcentaje de jóvenes entre 18 y 25 años que no tiene trabajo. Un concepto relacionado es paro de licenciado, que es el nivel de paro entre licenciados universitarios. En junio de 2010 las estadísticas contaban 926 000 personas desempleadas de menos de 25 años, equivalentes a un índice de paro juvenil de 19,6 %. Esto supuso el índice de desempleo juventud más alto en 17 años. En noviembre de 2011 el paro juvenil alcanzó los 1,02 millones, pero en agosto de 2014 había caído a 767 000 desocupados.
Los niveles altos de paro juvenil en el Reino Unido (superó el 20 % en 2009 tras subir durante los años anteriores) han llevado a algunos políticos y comentaristas de medios de comunicación a hablar de una «generación perdida».  Para combatirlo se ha dado a las empresas pleno control  de los fondos destinados a las prácticas de los aprendices.
En 1999 se empleó por primera vez en el Reino Unido el término NEET, siglas de las palabras inglesas Not in Education, Employment or Training. En español se utiliza «nini».

### Rusia
El paro juvenil en Rusia superaba el 18 % en 2010. Sin embargo pocos años antes se habían producido amplias variaciones en los niveles de paro, que continuaron durante la crisis económica de 2008. En 2005, el área metropolitana de Moscú tenía un índice de paro de solo el 1 por ciento, mientras que en la región de Dagestan superaba el 22 %. Esto puede ser parcialmente atribuido a las diferencias en niveles de desarrollo. Se ha hallado que cuanto mayor es el nivel de desarrollo en una región, menores son los índices de paro juvenil y general. En Rusia se considera que la causa principal del paro juvenil es el bajo nivel de capital humano.

### Sudáfrica
Desde la década que empezó en 1971, el paro juvenil ha aumentado constantemente en Sudáfrica. Hoy ocupa el cuarto lugar entre los países con los porcentajes más altos de juventud desempleada. En 2014, el 52,6 % de las personas de entre 15 y 24 años que buscaban activamente un trabajo en Sudáfrica no lo habían encontrado. Además, el paro juvenil se distribuye desigualmente entre los diferentes segmentos de la población: mientras solo afecta al 12 % de blancos, se dispara a un preocupante 70 % entre los negros. Es posible que los efectos de la era de apartheid hayan emplazado los trabajos más lejos de las comunidades negras que de las blancas. Esta persistente discriminación, y los entornos sociales desiguales, se cuentan entre las muchas razones para la distribución racialmente sesgada del paro entre los jóvenes sudafricanos.
Muchos de los jóvenes desempleados nunca han trabajado. Una razón propuesta para ello es que el programa de ayudas sociales de Sudáfrica es relativamente generoso comparado con otros países de ingresos medios. Algunos sudafricanos séniors (mayoritariamente  blancos) reciben casi 2 veces los ingresos per cápita. Esto ha llevado a mucha juventud desempleada a sobrevivir de sus mayores, reduciendo así los incentivos para buscar ocupación. Además, los sueldos de reserva de muchos jóvenes sudafricanos son prohibitivamente altos. Alrededor del 60 % de varones y 40 % de  mujeres tienen sueldos de reserva más altos de los que podrían esperar de empresas pequeñas. Algunos sobrestiman su capacidad de obtener trabajos competitivos, bien pagados en las grandes empresas, y de este modo permanecen en el paro. Los mayores salarios de las empresas grandes, además de los costes de trabajar (como transporte o vivienda), hacen casi inviable para algunos jóvenes aceptar trabajos de empresas más pequeñas, peor pagados. Así, mucha juventud sudafricana escoge queda parada hasta que  encuentra un trabajo en una gran empresa. La juventud sudafricana también presenta deficiencias educativas: muchos abandonan prematuramente el sistema educativo. Otros no ven reconocidas sus habilidades por los empresarios, «incluso si tienen cualificaciones en los campos considerados de alta demanda.»

### Suecia
Introdujo en 1984 la Garantía Juvenil: se evita que un joven esté más de 3 meses en paro o sin estudiar. En esos 3 meses tras finalizar los estudios o quedarse en paro, los servicios públicos de empleo le hacen una evaluación personalizada y le ofrecen una solución. Un peritaje realizado por el Fondo Europeo en 2011 certificó que, tras los 3 primeros meses en el paro, el 83,5 % de los jóvenes que buscaban empleo en los países que habían introducido esta garantía recibieron una oferta de empleo o formación. En Suecia hay también un sistema (traineeejob) parecido a la formación profesional dual en el que se subvenciona en parte a los instructores de las empresas.

### Turquía
El desempleo juvenil ha aumentado desde el 13 % en 2001 hasta superar el 20 % en junio de 2018. Entre los titulados universitarios alcanza el 30 %.

### Unión Europea
El crecimiento del paro juvenil, que alcanzó la nueva cota del 22,5 % en la Unión Europea, así como la precarización de las condiciones laborales, revelan que la brecha entre desempleados y empleados está ampliándose. Podría argumentarse que una de las consecuencias más dramáticas de esta creciente divergencia es que los desempleados, especialmente los jóvenes, abandonen la participación social y política (Ferragina et al. 2016 ). Si el objetivo de los diseñadores de políticas es revivir esta participación en un periodo de gran desencanto y legitimidad decreciente para las democracias, hay sin duda espacio para más investigación y acción sobre los efectos de la falta de participación social y política de la juventud.
En Europa, debido a la Gran Recesión, en 2009, solo el 15 % de los varones y el 10 % de las mujeres entre 16 y 19 años tenían empleo a tiempo completo. El índice de ocupación de la juventud en la Unión Europea alcanzó un mínimo histórico del 32,9 % en la primera mitad de 2011.  

## Efectos

### Una generación perdida
La juventud desempleada ha sido tildada de «generación perdida»: no solo por la pérdida de productividad, sino también por el impacto directo e indirecto a largo plazo que el paro tiene en personas jóvenes y sus familias. Se ha calculado que una temporada en paro afecta a los ingresos de una persona durante aproximadamente 20 años. Como no puede adquirir habilidades o experiencia durante sus primeros años en la población activa, la juventud desempleada ve una disminución de por vida en sus ingresos cuando se comparan con quienes siempre han tenido trabajo. El paro juvenil generalizado lleva también a una generación socialmente excluida y en grave riesgo de pobreza. Por ejemplo, España vio un 18 % de aumento en la desigualdad de ingresos.
Este efecto de generación perdida impacta también en sus familias. Los jóvenes de muchos países viven ahora con sus padres hasta bien entrada la veintena. Esto contribuye a lo que se conoce como el «síndrome del nido lleno» (por contraste con el síndrome del nido vacío que a veces se produce cuando un hijo deja el hogar paterno). En 2008, un 46 % de las personas entre 18 y 34 año en la Unión Europea vivía con al menos uno de sus progenitores; en la mayoría de los países los que vivían con sus padres tenían mayor probabilidad de estar en paro que quienes se habían emancipado. En las familias es habitual que, cuando una persona pierde su empleo, otros miembros de la familia empiezan a buscar o a asegurar ocupación. Esto se denomina «efecto de trabajador añadido». A veces puede tomar la forma de ocupación en el sector informal, si es necesario. Junto al cambio en las situaciones vitales de la juventud, el impacto de volver con los padres, así como la dificultad de encontrar un trabajo satisfactorio, implica riesgos para la salud mental. El estar parado durante un periodo largo de tiempo se correlaciona en los jóvenes con una disminución de la felicidad, de la satisfacción en el trabajo y otros aspectos de salud mental. La juventud desempleada también se siente más aislada de la comunidad en la que vive. Los ninis (ni trabajan ni estudian) no tienen oportunidad de aprender ni de mejorar sus habilidades. Son progresivamente marginados del mercado laboral y pueden acabar desarrollando comportamientos antisociales.

### Inestabilidad política y aumento del gasto público

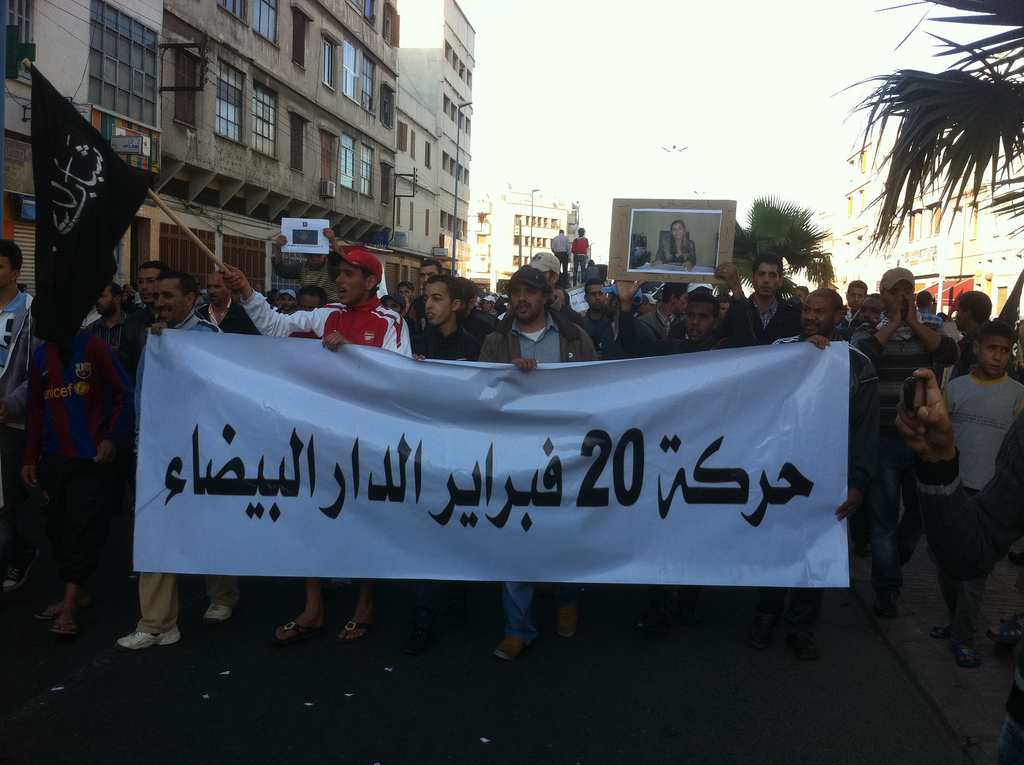
Protestas marroquíes en 2011

El aumento del malestar político y comportamiento antisocial en el mundo ha sido recientemente atribuido al paro juvenil. Durante 2011 se volvió un factor clave para alimentar las protestas alrededor del globo. En solo 12 meses cayeron 4 regímenes del mundo árabe (Túnez, Egipto, Libia y Yemen) como resultado de las protestas encabezadas por personas jóvenes. Disturbios y manifestaciones se adueñaron similarmente de numerosas ciudades europeas y norteamericanas (España, Francia o Reino Unido entre 2008 y 2011, por ejemplo). La falta de inserción laboral de muchas personas jóvenes en una sociedad más amplia, reflejada en niveles altos de paro y subempleo, solo sirve para incrementar este sentimiento de desapego. La OCDE advirtió en mayo de 2018 que la frustración de los  jóvenes universitarios por no encontrar trabajo genera rechazo a la democracia, fragmentación económica, social y política.
El paro juvenil también aumenta drásticamente el gasto público en un momento en que las economías luchan por ser competitivas y se incrementa el gasto en pensiones para una población cuya edad promedio aumenta. El desempleo juvenil tiene costes directos como mayor gasto en subsidios de desempleo, ingresos perdidos en el impuesto sobre la renta y capacidad productiva desaprovechada. «En Gran Bretaña un informe de la London School of Economics (LSE), el Royal Bank of Scotland y la organización caritativa The Prince's Trust sitúa el coste semanal de los 744 000 jóvenes parados del país en 155 millones de libras esterlinas (247 millones de dólares norteamericanos) en subsidios y productividad perdida». De modo parecido, las pérdidas económicas en 2011 por el desempleo juvenil en Europa se estimaron en 153 000 millones de euros (€) o 1,2 % del PIB .
El paro juvenil tiene también costes indirectos, como la emigración. Los jóvenes dejan sus países esperando encontrar trabajo en otros. Esta fuga de cerebros ha contribuido a deteriorar la competitividad de muchas naciones.

### Efecto sobre la innovación
La crisis económica ha llevado a una disminución mundial de la competitividad. «Hay un riesgo de pérdida de talento y habilidades porque una gran cantidad de universitarios no consigue encontrar  trabajo y poner así su conocimiento y capacidades a producir innovación y a contribuir al crecimiento económico». Excluir a los  jóvenes del mercado laboral significa privarse del pensamiento divergente, de la creatividad y de la innovación que muestran de manera natural. Este pensamiento fresco es necesario para que los empresarios adopten nuevos diseños e ideas innovadoras. Luchar contra el paro juvenil es por tanto clave para mantener el rendimiento económico de un país.

### Encarcelamiento y mortalidad
Un estudio de 2015 mostró que el Programa neoyorquino de empleo juvenil veraniego disminuía las probabilidades de encarcelamiento y mortalidad de los participantes.

## Posibles soluciones

### El papel de las políticas laborales y las instituciones
El papel de las políticas laborales y las instituciones varía mucho de país a país. Se da a continuación un breve resumen de las propuestas clave recientemente elaboradas para facilitar el acceso de los jóvenes al empleo. Primeramente se necesita una protección del empleo (coste del despido) más equilibrada entre trabajadores fijos y temporales (actualmente se considera desequilibrada en favor de los fijos). Se facilitará así que los jóvenes sin experiencia laboral demuestren sus capacidades y habilidades para así transitar progresivamente hacia un empleo fijo a tiempo completo. También se favorecerá un tratamiento más igualitario de trabajadores fijos y temporales y se combatirá la ocupación informal. Esta propuesta ha llevado a múltiples discusiones sobre el diseño de los contratos flexibles que sería recomendable ofrecer a la juventud. En segundo lugar las discusiones se centran en el nivel y extensión de las subvenciones a los jóvenes parados: mientras algunos países consideran cambiar de ayuda financiera directa a financiación del aprendizaje, otros están aumentando las subvenciones, pero ligándolas a obligaciones más estrictas de formación y búsqueda activa de empleo. En tercer lugar, los gobiernos están implicando cada vez más a empresarios y formadores para crear un enfoque holístico del paro juvenil y proporcionar programas intensivos centrados en educación compensatoria, experiencia de trabajo y mentores adultos.
Algunos economistas argumentan que los salarios mínimos altos pueden ser un factor que incremente el paro juvenil.
Una política activa de empleo que muchos gobiernos han abrazado es ayudar directamente a la transición desde el individuo desempleado hasta el trabajador autoocupado. Varios estudios paneuropeos han mostrado un gran éxito de estos programas en lo que respecta a creación de empleo y bienestar general.

### Formación profesional
En los últimos años se ha hecho hincapié en la necesidad de proporcionar formación técnica a la juventud para prepararla específicamente para un trabajo. La formación profesional (traducida a veces del término inglés vocational education como educación vocacional) ayudaría a abordar la crisis de habilidades. Algunos países —entre ellos Suiza, Holanda, Singapur, Austria, Noruega y Alemania— han sido extraordinariamente exitosos en el desarrollo de la formación profesional  —y han reducido el paro juvenil a menos de la mitad de la media de la OCDE.
Habitualmente se dan 3 razones principales por las que la formación profesional debería incluirse en los programas políticos para combatir el desempleo juvenil:
- Primera: estudios de caso muestran que programas intensos de formación profesional reducen el paro y aumentan los sueldos. Una gama de estudios de país ha demostrado un vínculo consistente entre la finalización de cursos de formación profesional, una probabilidad reducida de paro para el trabajador que los finaliza, e ingresos más altos.[68] En países donde la tasa de formación en la empresa está por debajo del 15 %, la probabilidad de paro para los jóvenes dobla a la de aquellos donde está por encima de ese 15 %.[69]
- Segunda: la formación profesional incrementa la productividad de los empresarios. Un conjunto de estudios en diversos países ha hallado que una inversión más alta en formación profesional se asocia a aumentos en la productividad.
- Tercera: la formación profesional aporta beneficios sociales significativos. En los estudios se asocia a mayor igualdad de ingresos, mayor inclusión social, menores tasas de delincuencia, mejor salud y mayor bienestar.[70] Como la formación profesional reduce el paro, también aporta los beneficios sociales más amplios asociados con un alto índice de ocupación.

Las habilidades fundamentales también han sido identificadas como claves para una transición exitosa del sistema educativo al empleo. «En los países de la OCDE, los resultados de los informes PISA sobre rendimiento académico indican que casi uno de cada 5 estudiantes no logra un nivel mínimo de habilidades para funcionar en la sociedad actual.» De media un 20 % de los adultos jóvenes caen en el abandono escolar prematuro. La formación profesional intenta inculcar habilidades fundamentales, así como proporcionar alternativas, con formación laboral práctica, a los caminos educativos generales.
Muchos países ofrecen programas para mejorar las habilidades y la empleabilidad de la juventud. Uno de ellos es Turquía , que se centró en inculcar al alumnado habilidades para llevar un negocio propio, así como emprendimiento. El Reino Unido y Australia han intentado  modernizar la formación de aprendices. De hecho esta formación suele preparar a jóvenes para ocupaciones no tradicionales. Las medidas para juventud y ocupación se han centrado en facilitar la transición del sistema educativo al empleo, por ejemplo informando sobre las carreras, aconsejando y guiando. 

### Enseñando las habilidades del siglo XXI
El sistema educativo desempeña una función central en el debate sobre la crisis de mercado laboral juvenil. Se ha vuelto evidente que se necesitan cambios notables en qué y cómo se enseña. Un planteamiento prominente adoptado por diversos educadores es pasar de enseñar conocimientos a enseñar habilidades. «Para materializar el cambio de enseñar exclusivamente contenidos a currículos equilibrados en contenidos y habilidades, los diseñadores de políticas educativas deberían establecer un marco guía de habilidades que permita al profesorado saber qué habilidades y contenidos aplicados deben transmitir a su alumnado. Todas las instituciones educativas deberían adoptar o crear un marco de habilidades adecuado, alineado con el mercado laboral, y suficientemente flexible para que los educadores adapten a él su materia al nivel correspondiente. Además, este marco tendría que actuar como un documento vivo, que las escuelas y las universidades pueden modificar para adecuarlo a sus comunidades o a los cambios del mercado.»

### Emprendimiento
Cuando se tiene en cuenta la necesidad de fomentar la competitividad a través de la innovación y la creatividad, estudios recientes han abogado por el emprendimiento como una solución viable al paro juvenil. Con la estructura correcta y procesos administrativos facilitados, las personas jóvenes podrían utilizar la creación de empresas como medio para encontrar y crear nuevos trabajos. Según datos de la OCDE, las pequeñas y medianas empresas son hoy los principales empleadores, y de 2003 a 2013 crearon un 33 % de los trabajos. Estos datos muestran que las compañías grandes ya no representan las fuentes principales de ocupación, y que se necesita preparar a los jóvenes para una cultura del emprendimiento. Esta alternativa se considera a menudo la manera de facultar (empower) a la juventud para ser la dueña de su futuro. Significa invertir en enseñarles el liderazgo y las habilidades de gestión que necesitan para devenir innovadores y emprendedores. Estas habilidades también incluyen: comunicación, trabajo en equipo, toma de decisiones, habilidades organizativas y autoestima (autoconfianza).
Esta solución se da de bruces con el mercado de trabajo y las normativas laborales porque todavía se necesitan muchas reformas para asegurar que el mercado es lo suficientemente flexible para incentivar a la juventud a crear empresas. Los incentivos impositivos y empresariales resultan claves para apoyar a los jóvenes emprendedores en la creación y expansión de sus empresas.

### Ayudando a la juventud a incorporarse al mundo laboral
Numerosos estudios han mostrado que los jóvenes no son suficientemente aconsejados sobre oportunidades laborales, habilidades necesarias e itinerarios educativos. Antes de que terminen su etapa educativa, resulta esencial que tengan acceso a esta información para saber mejor qué pueden esperar y qué se espera de ellos. Una buena orientación, junto con datos actualizados de la situación actual del mercado laboral para cada opción educativa y perspectivas a corto plazo, tendría que ayudar a la juventud a escoger mejor. Demasiados jóvenes escogen opciones educativas con pocas salidas laborales, o directamente sin ninguna. Gobiernos, empresarios y educadores deberían trabajar juntos para proporcionar a la juventud vías más claras. De manera similar, tendrían que desarrollarse programas para que la juventud transitara más fácilmente del sistema educativo al mundo laboral. En este aspecto la formación profesional y la formación continua han demostrado su eficacia.

### Medios de comunicación sociales
La conciencia del grave problema que supone el paro juvenil hace necesaria la colaboración intersectorial. Los diseñadores de políticas, pero también los empresarios, están intentando abordar las causas que se han explicado más arriba. Las buenas prácticas y los factores clave de éxito ya se han identificado y tratado en muchos foros, como Trabajo Decente para la juventud, una iniciativa de la Organización Internacional del Trabajo. Los emprendedores sociales también han invertido en este campo con la creación de nuevas aplicaciones para teléfono móvil (apps) o plataformas de Internet.
Internet se ve como un nuevo mundo de oportunidades para el empleo juvenil. Con el uso de redes sociales como Facebook, Aboutme, Linkedin o Twitter, las personas jóvenes están construyendo activamente sus redes informales. Las nuevas aplicaciones web están siendo diseñadas con el fin utilizar estas redes para casar la demanda de empleo con la oferta, formar a voluntarios y otras formas de recolocación o tutoría (mentoring). Internet ha contribuido a redefinir las formas tradicionales de comunicación, y los jóvenes emprendedores sociales piensan ahora en diseñar una aplicación laboral que se adapte mejor a la actual presencia en línea y el uso de nuevas tecnologías. Por ejemplo se está probando la introducción de vídeos de un minuto para enviar a los potenciales empleadores. También se están desarrollando juegos serios que imitan el mundo laboral o proporcionan un entrenador «inteligente» en línea.